# Celleporella chilina
Celleporella chilina är en mossdjursart som först beskrevs av d'Orbigny 1842.  Celleporella chilina ingår i släktet Celleporella och familjen Hippothoidae. Inga underarter finns listade i Catalogue of Life.